# Écran (revista)
Écran és una revista de cinema publicada des de 1972 fins a 1979.
La revista va ser creada per un grup de crítics que va abandonar la redacció de Cinéma a finals del 1971 a causa dels desacords sobre l'evolució d'aquesta publicació.
El primer consell editorial està format per Claude Beylie, Guy Braucourt, Jean A. Gili, Guy Hennebelle, Marcel Martin (director de la redacció), Henry Moret (director artístic i tècnic), Rui Nogueira i Max Tessier.
L'últim número d'Écran va aparèixer el desembre de 1979. La revisió es va fusionar amb La Revue du cinéma a partir de gener de 1980.

## Liens externes
- Fitxa Bifi sur Écran
- Índex complet d'Écran a Calindex.eu